# Полые люди
«Полые люди» — стихотворение американо-британского поэта Т. С. Элиота, впервые изданное в 1925 году. Произведение выражало религиозные воззрения Элиота и его пессимистические взгляды на человечество, ощущение духовного упадка и безнадёжности в мире после Первой мировой войны, а также жажду искупления. Некоторые критики отмечали, что на настроение и мысли Элиота в тот момент влиял неудачный брак с Вивьен Хейвуд Элиот.
После смерти Элиота газета The New York Times написала в некрологе, что последние строки этого стихотворения являются «возможно, наиболее часто цитируемыми строками из всех поэтов XX века, писавших на английском».

## Тема и контекст
Элиот писал, что придумал название «Полые люди» путём комбинирования названия романа Вильяма Морриса «Пустая земля» с названием стихотворения Редьяра Киплинга «Надломленные люди» (в оригинале называется «The Broken Men», русское название — в переводе Е.Фельдмана).
Эпиграфы стихотворения «Мистер Куртц — он мёртв» и «Подайте монетку старику Гаю» — отсылки к образам героя романа Джозефа Конрада «Сердце тьмы» и Гая Фокса. Отдельные строки напоминают об английской традиции сжигать соломенное чучело Гая Фокса.
Герой «Сердца тьмы» Куртц — торговец слоновой костью, который прибыл в Африку и с помощью обмана и жестокости по отношению к туземцам получил власть над ними и хорошую добычу. Он заболел тропической лихорадкой и умер, при этом последними его словами были Ужас! Ужас!" В его образе представлены типичные пороки европейского человека. Фразу «Мистер Куртц — он мёртв» Элиот хотел использовать в качестве эпиграфа к своему произведению «Бесплодная земля» (1922), но Эзра Паунд отсоветовал. Элиот объяснил выбор этого эпиграфа так: «Из всех, что я могу найти, это лучше всего подходит и все объясняет.» Отсылка к собирательному образ Куртца помогает понять основную мысль стихотворения: духовный упадок делает людей мёртвыми ещё при жизни. Образ соломенных набивных чучел и сравнение людей с ним использован как метафора поверхностности взглядов и примитивности жизненных целей современников автора, их внутренней пустоты, духовной смерти. Они молятся каменным идолам и избегают смотреть друг другу в глаза, растеряны, подавлены, не имеют цели и неотвратимо движутся к физической смерти, при этом надеясь, что это будет лишь переход в некий иной мир, иное царство — «Царство смерти». Элиот использует образы из «Божественной комедии» Данте и греческой мифологии: духовно и физически ослепшие люди в конце земной жизни приходят на берег реки Стикс, чтобы совершить фатальный переход («И вот мы на ощупь находим/Последний пункт сборочный — гавань/Той самой реки в половодье» — в пер. Ю.Орловой), и надеются снова быть живыми и видеть («Зрить вечно, как звезды,/В божественной розе» — в пер. Ю.Орловой) — во многолепестковой розе рая (Данте в «Божественной комедии» представил рай как состоящий из нескольких слоёв-лепестков).
Третья глава стихотворения изначально была опубликована в цикле «Сонные песни Дориз» («Doris’s Dream Songs», осень 1924), затем была издана под заголовком «Это мертвая земля» вместе с двумя другими стихотворениями («Глаза, что в последний раз я видел в слезах» и «Ветер поднялся в 4 часа»). В стихотворении «Глаза, что в последний раз я видел в слезах» упоминались «сонное царство смерти» и «другое Царство смерти», и эти метафоры были использованы в «Полых людях», как и сама тема «глаз» и разных «царств смерти». При переводе на русский язык возникает неясность, так как слова «сон» и «мечта» в английском — это одно и то же слово «dream», и «сонное царство» может быть переведено как «царство мечты», «царство грез». В выражении «другое Царство смерти» слово «царство» у Элиота написано с заглавной буквы — вероятно, имеется в виду Загробный мир, Царство мертвых. В то время как «сонное царство смерти», «сумеречное царство смерти» — это реальный мир «полых» людей, ведь они стали мертвы духовно ещё до наступления смерти физической.

## Упоминания в кинематографе
Влияние «Полых людей» Элиота угадывается в фильме «Апокалипсис сегодня» (1979) Фрэнсиса Форда Копполы. В фильме персонаж по имени Куртц (сыгранный Марлоном Брандо) читает «Полых людей» вслух своим подчиненным. Более того, релиз полной версии фильма на DVD включал 17-минутную сцену, в которой Куртц читает стихотворение Элиота полностью. Эпиграф «Мистер Куртц — он мертв» взят из романа Конрада «Сердце тьмы», по которому и снят фильм «Апокалипсис сегодня».
В трейлере к фильму «Тысяча историй» (2006) режиссёра Ричарда Келли (в русском прокате — «Сказки юга») использованы последние строки «Полых людей» с переставленными словами (вместо «Вот так заканчивается мир/Не со взрывом, а с всхлипом» титрами написано: «Вот так заканчивается мир/Не со всхлипом, а со взрывом»). В самом фильме эти искаженные строки из «Полых людей» тоже появляются несколько раз, в основном произносясь за кадром.
Беверли Уэстон обращается к строке «Полых людей» («Жизнь очень длинна») в начале пьесы «Август: Графство Осейдж» (премьера — в Чикаго 2007), а также в начале одноимённого фильма «Август: Графство Осейдж» (вышел в прокат в 2013) режиссёра Джона Уэллса, где Беверли рекомендует прочесть книгу Т. С. Элиота нанимаемой коренной американке Джоанне.
В классическом ремейке на фильм 1937 года «Звезда родилась», снятом Джорджем Кьюкором (вышел в прокат в 1954, «Звезда родилась») один из персонажей пренебрежительно комментирует смерть другого строками из «Полых людей»: «Вот так заканчивается мир/Не со взрывом, а с всхлипом».
Персонаж фильма «Индиана Джонс и Королевство хрустального черепа» Гарольд Оксли (сыгранный Джоном Хёртом) цитирует с искажением строки стихотворения Элиота 1925 года «Глаза, что в последний раз я видел в слезах»: «В глазах, что в последний раз я видел в слезах, здесь, в сонном царстве смерти, вновь появляется золотое видение». Это стихотворение было частью цикла, опубликованного Элиотом в 1924—1925, в котором упоминались «сонное царство смерти», «другое царство смерти», «сумрачное царство смерти». Некоторые цитаты из этого цикла вошли в дальнейшем в стихотворение «Полые люди», как и сама тема «глаз» и разных «царств смерти».
В фильме «Довод» (2020) персонаж Сатор цитирует строки про конец мира с небольшим искажением: «Мир закончится не со взрывом, а с всхлипом» (в сцене, связанной с устройством «переключатель мертвеца»).
Эти же строки цитируются персонажем фильма «Друг мира» (2020, оригинальное название — «Friend of the World»), слышны и в трейлере к фильму.
В фильме «Ущелье» (2025) режиссёра Скотта Дерриксона, в котором главные роли исполняют Аня Тейлор-Джой и Майлз Теллер, присутствует отсылка к стихотворению «Полые люди». В одном из эпизодов Ливай (Майлз Теллер) замечает, что его предшественник на посту упомянул «полых людей», что является прямой отсылкой к этому произведению.

## Упоминания в литературе
Цикл Стивена Кинга «Тёмная башня» содержит множество отсылок к «Полым людям» (а также «Бесплодной земле» Элиота), особенно роман «Бесплодные земли» (1991).
Кинг дает отсылку к «Полым людям» и к образу «пары затопленных обломанных челюстей» из стихотворения «Любовная песнь Дж. Альфреда Пруфрока» Элиота в своём романе «Кладбище домашних животных» (1983) словами героя: «Или, может, я как кто-то из стихотворения Элиота про полых людей. Мне бы быть парой обломанных челюстей, затопленных в болоте…». В словах персонаж романа Кинга «Под куполом» (2009) Джулии Шамуэй также можно найти отсылку к Элиоту.
Название книги Теодора Далримпла «Не взрыв, а всхлип» (2009) взято из последних строк «Полых людей».
Название романа Невила Шюта «На берегу» (1959) взято из строк «Полых людей» о приходе на берег реки (символизирующей смерть), и эти строки печатались на обложке некоторых изданий книги, в том числе первого издания в США в 1957 году.
Цитаты из «Полых людей» есть в романе Ками Гарсия «Прекрасные создания», а также в романе Карен Мари Монинг «Shadowfever».
В конце пьесы Трейси Летта «Август: Графство Осейдж» героиня Джоанна повторяет строки «Полых людей»: «Вот так заканчивается мир/Не со взрывом, а с всхлипом».
Используется в качестве эпиграфа в книге Патрика Бьюкенена "Смерть Запада".